# Rezendesius lanei
Genre
Espèce
Rezendesius lanei, unique représentant du genre Rezendesius, est une espèce d'opilions laniatores de la famille des Cryptogeobiidae.

## Distribution
Cette espèce est endémique de l'État de Rio de Janeiro au Brésil. Elle se rencontre vers Resende.

## Description
La femelle holotype mesure 3,0 mm.

## Étymologie
Cette espèce est nommée en l'honneur de Frederico Lane (1901-1979).

## Publication originale
- Soares, 1945 : « Dois novos gêneros e três novas espécies de opiliões brasileiros. » Papeis Avulsos do Departamento de Zoologia, vol. 5, no 26, p. 243–250.